# Livré-sur-Changeon
Livré-sur-Changeon település Franciaországban, Ille-et-Vilaine megyében. Lakosainak száma 1737 fő (2022. január 1.). Livré-sur-Changeon Dourdain, Mecé, Saint-Aubin-du-Cormier, Val-d’Izé, Liffré és Rives-du-Couesnon községekkel határos.

## Népesség
A település népességének változása:
| Lakosok száma | 1125 | 1078 | 1108 | 1441 | 1669 | 1682 | 1700 | 1718 | 1723 | 1737 |
|               | 1968 | 1982 | 1990 | 2006 | 2013 | 2015 | 2017 | 2019 | 2020 | 2022 |